# Frances Power Cobbe
Frances Power Cobbe (Donabate, 4 de diciembre de 1822–Gales, 5 de abril de 1904) fue una escritora irlandesa, reformadora social, activista anti-vivisección y líder de la campaña de sufragio femenino. Fundó varios grupos de defensa de los animales, incluyendo la National Anti-Vivisection Society (NAVS) en 1875, y la British Union for the Abolition of Vivisection (BUAV) en 1898, y fue miembro del consejo ejecutivo de la Sociedad Nacional para el Sufragio de las Mujeres de Londres.
Fue autora de varios libros y ensayos, entre ellos The Intuitive Theory of Morals (1855), On the Pursuits of Women (1863), Cities of the Past (1864), Criminals, Idiots, Women and Minors (1869), Darwinism in Morals (1871) y Scientific Spirit of the Age (1888).

## Trayectoria

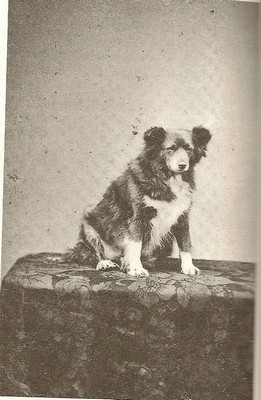
Hajjin era la compañera canina de Cobbe y viajó con ella y su pareja, Mary Lloyd, a Gales después de que Cobbe se jubilara.

Era miembro de la prominente familia Cobbe, descendiente del Arzobispo Charles Cobbe, Primado de Irlanda. Nació en Newbridge House, en la finca de la familia en lo que hoy es Donabate, en Dublín. Cobbe trabajó en el Reformatorio Red Lodge y vivió con la propietaria, la educadora Mary Carpenter, de 1858 a 1859, pero una relación turbulenta entre las dos significó que Cobbe dejó la escuela y se mudó.
Cobbe tuvo una relación de pareja con la escultora galesa Mary Lloyd (1819-c. 1896), a quien conoció en Roma en 1861 y con quien vivió desde 1864 hasta la muerte de Lloyd. Esa muerte, en 1896, afectó mucho a Cobbe. Su amiga, la escritora Blanche Atkinson, escribió: "El dolor de la muerte de la Srta. Lloyd cambió todo el aspecto de la existencia de la Srta. Cobbe. La alegría de la vida se había ido. Había sido una amistad tan rara vez vista, perfecta en amor, simpatía y comprensión mutua".
Alrededor de 1891 y en peligro de perder su casa en Hengwrt, en la que Lloyd había heredado una parte tras la muerte de sus padres, la pareja se sintió aliviada por un legado de más de 25.000 libras esterlinas de la viuda de Richard Vaughan Yates. Fueron enterradas juntas en el cementerio de Saint Illtud Church, Llanelltyd, Gwynedd, Gales. En cartas y escritos publicados, Cobbe se refería a Lloyd alternativamente como "marido", "esposa" y "querida amiga".
Cobbe fundó la Society for the Protection of Animals Liable to Vivisection (SPALV) en 1875, la primera organización mundial que hacía campaña contra los experimentos con animales, y en 1898 la British Union for the Abolition of Vivisection (BUAV). Ambos grupos siguen activos. Fue miembro del consejo ejecutivo de la Sociedad Nacional de Sufragio de la Mujer de Londres y redactora de columnas editoriales para los periódicos de Londres sobre el sufragio, los derechos de propiedad de la mujer y la oposición a la vivisección. Hacia 1880, con Louise Twining, fundó Homes for Workhouse Girls.
Conoció a la familia Darwin en 1868. A Emma Darwin le gustaba: "La Srta. Cobbe era muy agradable". Cobbe convenció a Charles Darwin para que leyera la Metafísica de las costumbres de Immanuel Kant. Se volvieron a encontrar durante 1869 en Gales cuando Darwin estaba bastante enfermo, y trató de persuadirlo para que leyera a John Stuart Mill; de hecho, Darwin había leído la crítica de Cobbe sobre el libro de Mill La esclavitud de la mujer. Ella perdió su confianza cuando, sin permiso, editó y publicó una carta que él le había escrito. Su crítica sobre El origen del hombre de Darwin fue publicada en The Theological Review en abril de 1871.
El activismo de Cobbe en favor de los derechos de la mujer incluía la defensa de que se permitiera a las mujeres presentarse a los exámenes universitarios y, por lo tanto, obtener un título en las universidades de Oxford y Cambridge. Presentó una ponencia en el Congreso de Ciencias Sociales en 1862 para argumentar el tema.

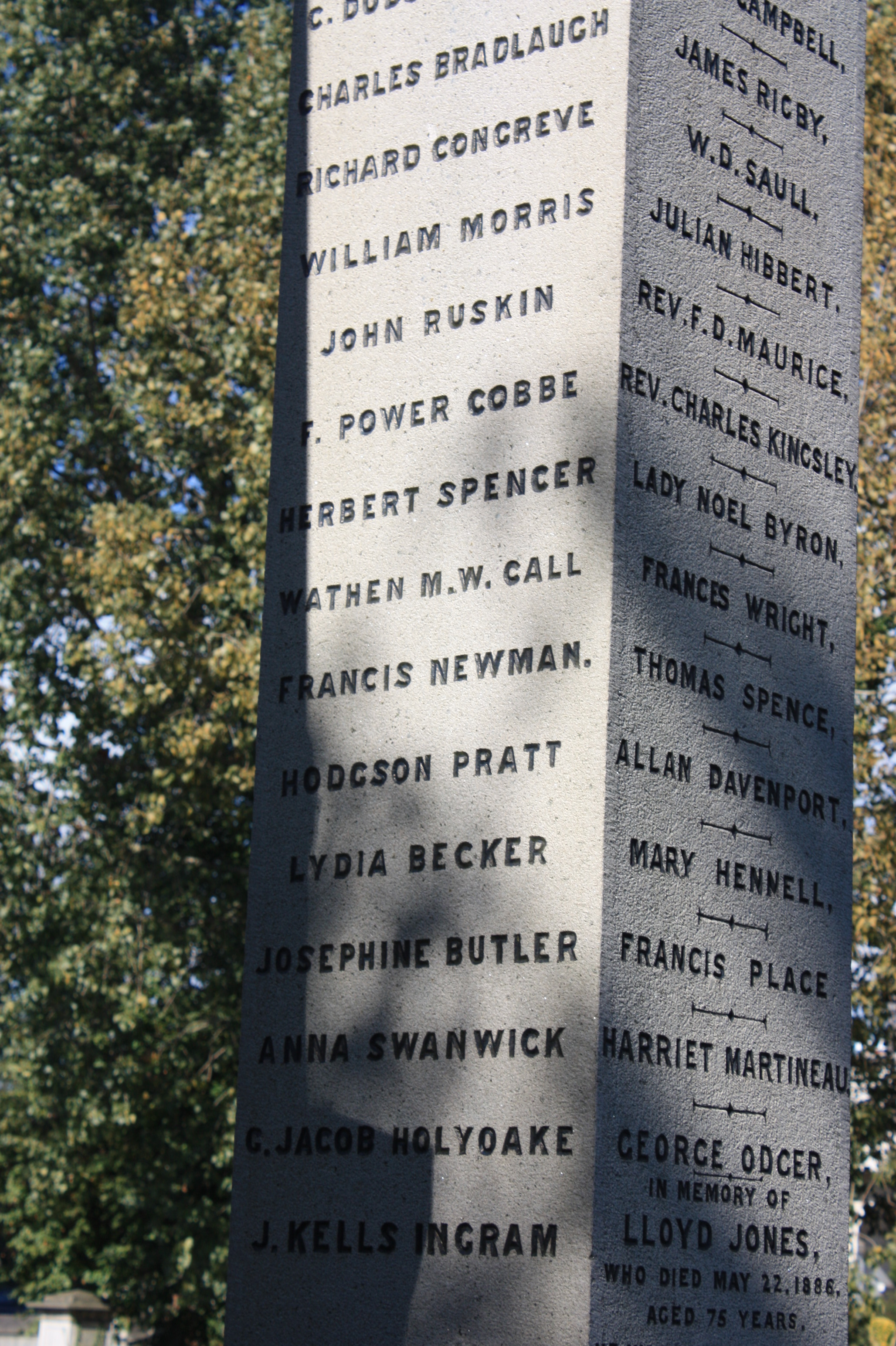
El nombre de Cobbe en la sección inferior del monumento a los Reformadores, en el Cementerio Kensal Green.

## Reconocimientos póstumos
Un retrato de Cobbe aparece en el mural de mujeres heroicas de Walter P. Starmer presentado en 1921 en la iglesia de St Jude-on-the-Hill en Hampstead Garden Suburb, en Londres. Su nombre y su fotografía (y las de otras 58 mujeres que apoyaron el sufragio) se encuentran en el zócalo de la estatua de Millicent Fawcett en el Parliament Square, Londres, inaugurada en 2018. Su nombre aparece en la cara sur del Reformers Memorial en el Cementerio Kensal Green de Londres.